# Denominación de origen

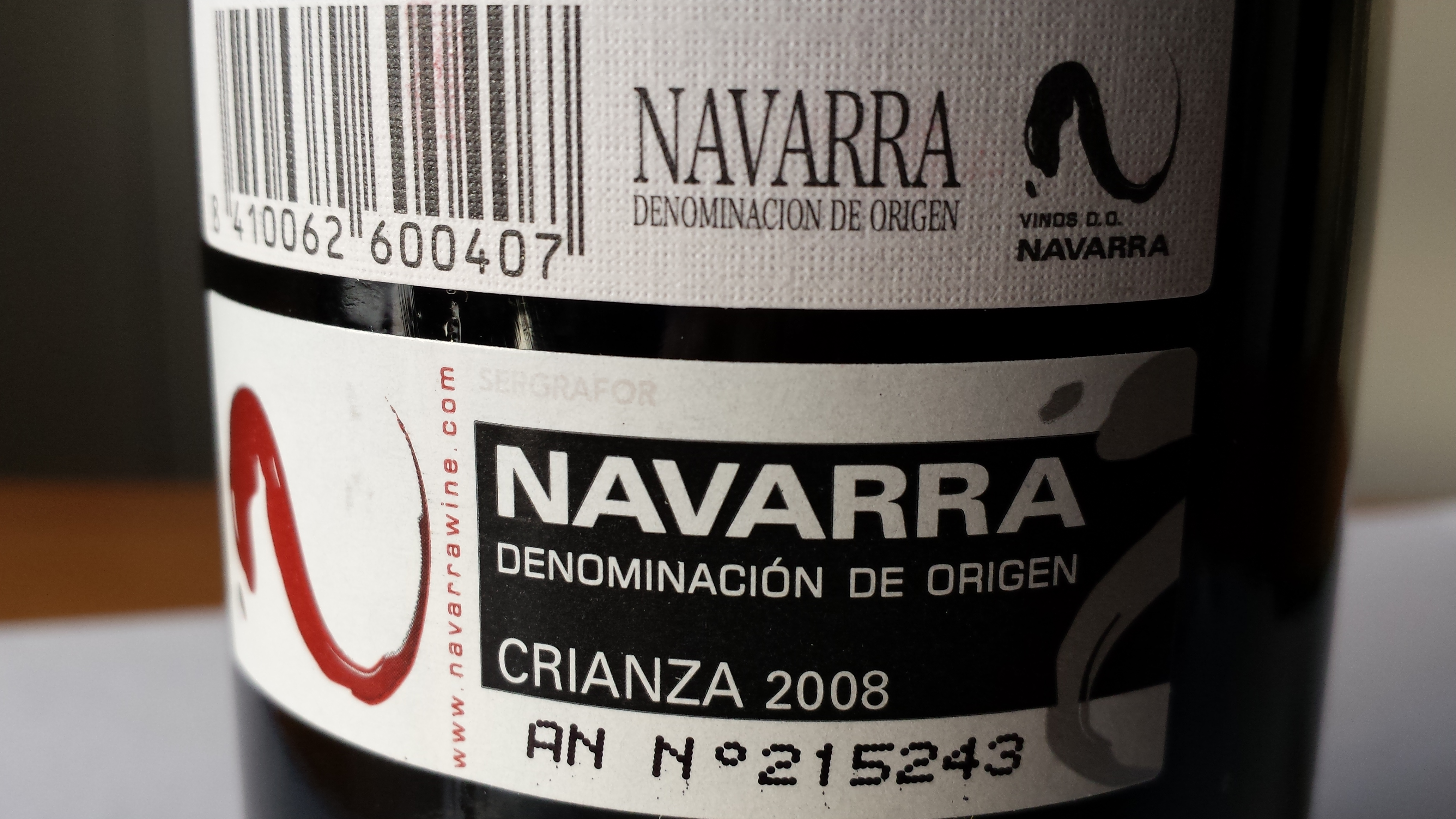
Etiqueta de vino de la DO Navarra, España.

Denominación de origen (DO) es un sello de calidad que hace referencia a la indicación de procedencia de un producto, cuya calidad o características se deben fundamental o exclusivamente a un medio geográfico particular, con los factores naturales y humanos inherentes a él, y cuyas fases de producción tienen lugar en su totalidad en la zona geográfica definida.
Este tipo de certificación se utiliza principalmente en productos agrícolas y alimentarios como el vino, el queso, el aceite de oliva, el jamón, frutas, verduras y otros productos tradicionales. El objetivo de la denominación de origen es proteger el nombre del producto, garantizar su calidad y autenticidad, y preservar el patrimonio cultural y gastronómico de una región.
Existen diferentes regulaciones de las denominaciones de origen, a nivel continental, nacional y regional, entre las que se encuentran la denominación de origen protegida (DOP), la denominación de origen calificada (DOCa), la denominación de origen controlada francesa (AOC) o la denominación de origen controlada y garantizada italiana (DOCG). En el ámbito de la Unión Europea, la protección de estas denominaciones está regulada por la legislación comunitaria, en particular el Reglamento (UE) n.º 1151/2012 sobre los regímenes de calidad de los productos agrícolas y alimenticios.
Por ejemplo, en España existen más de 100 denominaciones de origen para vinos, como Rioja (DOCa), Ribera del Duero, Rías Baixas o Méntrida, además de otras aplicadas a productos como el Queso Manchego, el Jamón de Huelva (ahora Jabugo), o el Aceite de Baena.
Además de la protección legal, los productos con denominación de origen están sujetos a controles estrictos por parte de los consejos reguladores, que supervisan aspectos como las variedades utilizadas, el proceso de elaboración y el etiquetado, asegurando que el producto cumple con los estándares definidos en su pliego de condiciones.